# 115. brigada HVO "Zrinski"
115. brigada HVO Zrinski bila je brigada Hrvatskog vijeća obrane s područja Tuzle. Bila je vojno krilo Hrvatske zajednice Soli. Prva je postrojba s tuzlanskog područja koja je branila Bosnu i Hercegovinu.
Postojala je od 10. svibnja 1992. godine. Za sve vrijeme postojanja branila je BiH i usko surađivala s Armijom BiH. Čuvali su područje pod zonom odgovornosti Drugog korpusa ABiH. Ljudstvo brigade činile su postrojbe unovačene vojnicima s područja općina Tuzla, Lukavac, Živinice, Banovići i Drijenča (Lopare).
Nastala je tako što su se u području Soli formirale postrojbe HVO: bojna Živinički sokolovi u Lugu (općina Živinice )i bojna Propatria u Drijenči. Živinički sokolovi su otišli na bojišnicu u Gradačcu, a pripadnici Propatrije bili su na bojišnici na Majevici. Spajanjem tih dviju postrojbi 10. svibnja 1992. formirana je 115. brigada HVO Zrinski, čiji su prvi sastav činili dragovoljci s područja općina Tuzle, Živinica, Lukavca, Banovića i Čelića.  Imala je 2200 pripadnika. Bila je prva borbena postrojba iz tuzlanskog kraja koja je okupila branitelje BiH. Postrojba je bila multietnička. Na kraju su bile 4 bojne: Propatria, Frankopan, Herceg Stjepan i Kralj Tomislav. Kroz postrojbu je prošlo oko 3000 ljudi.
Bila je povezana s Hrvatskim vijećem obrane Herceg-Bosne i podčinjen Glavnom stožeru HVO-a do kraja 1993., odnosno početka 1994. godine. Bila je pod izravnim zapovjedništvom glavnog stožera HVO, legitimne organizacije za obranu BiH. Uz njegovu je suglasnost brigada ušla u sastav 2. Korpusa Armije BiH, te je zajednički s brigadama Armije BiH ostvarivala zajedničku misiju, misiju mira i slobode.
U sustav HVO-a upisana je pod ustrojbenom oznakom R-1335 Tuzla. Bojne ove brigade bile su: Prva bojna Pro patria, Druga bojna Frankopan, Treća bojna Herceg Stjepan i Četvrta bojna Kralj Tomislav.
115. brigada HVO prva je ustrojena vojna postrojba na području Tuzle. Prva je izvodila vojne akcije radi obrane BiH. Njeni pripadnici, čije je zapovjedništvo ratno iskustvo steklo nešto ranije braneći Hrvatsku po bojištima u Slavoniji, prvi su izvodili vojne akcije protiv JNA. U BiH su se pješice ubacili preko Posavine do sela Drijenče. Među istaknutijima akcijama je početkom rata kad su zarobili na Sprečkom mostu časnike JNA, poslije čega je uslijedila osveta avijacije JRV koji su s aerodroma Dubrave bombardirali hrvatsko selo Lug. Brigada je uspostavila nadzor prema susjednim srpskim selima i organizirala logistiku za ostala hrvatska naselja. Premda formirana u gradu, 115. brigadi nije bilo potrebno smještati se u grad. Sela su uglavnom bila sigurnija i nisu bila značajna meta srpskom granatiranju. Bojne 115. brigade raspoređene su u nekoliko sela. Izabrana su sela koja su bila nekakvo središte u odnosu na okolna.
Legendarni zapovjednik iz ove brigade bio je Ivo Andrić Lužanski, po kojem je danas poznato selo Lug.
Borbeno djelovanje brigade bile su bojišnice na planinama Majevici i Ozrenu, zatim prema Šekovićima, a poslije u Gradačcu i Bosanskoj Posavini - Brčko. Gradski bojovnici dodijeljeni su 4. bojni 'Herceg Stjepan'. Bojna je bila smještena u Par Selu, a poslije u naselju Orašja. Iz Živinica bili su Živinički sokolovi te satnije iz Bistarca (Lukavca) i ProPatria iz Drijenče (Čelić). Stožer HVO bio je u Breškama, gdje se danas nalazi spomenik poginulim pripadnicima HVO.
Spomen obilježje poginulima nalazi se na Husinu.
Uz postrojbe na Husinu, Par Selu, u Breškama bilo je snaga u Doknju, te u Drijenči. Kroz 115. brigadu HVO “Zrinjski” prošlo je oko 2.000 boraca, najviše bilo Hrvata, ali je bilo i Srba i Bošnjaka. Poginulo je 48 pripadnika, 64 je pripadnika teško ranjeno i 137 lakše ranjeno.
Ideolozi iz bošnjačkog vojnog vrha po svaku su cijenu htjeli ukinuti HVO brigadu, a pripadnike preraspodijeliti u ostale tuzlanske brigade Armije. Bilo je to nakon sukoba između Armije BiH i HVO na području Hercegovine i Srednje Bosne. Zapovjedništvo brigade nije pristalo na to zbog toga što su već djelovali u zoni odgovornosti Drugog korpusa Armije BiH, kao faktično redovna vojna postrojba, zbog čega su rasformiranje smatrali nepotrebnim, prije svega političkim a ne vojnim činom. Stoga su se odlučili na rasformiranje brigade “Zrinjski”.
Odluka o raspuštanju bila je planska, a ne stihijska. Kao i ustrojavanje ove brigade, bila je potreba jednoga trenutka i interesa hrvatskoga naroda. Potkrijepile su je odluke političkoga vodstva HVO HZ Soli, prožeta stajalištima svekolike hrvatske duhovne i intelektualne elite.
10. siječnja 1994. godine, pripadnici 115. brigade Hrvatskog vijeća obrane "Zrinski" Tuzla položili su oružje kako bi spriječili već isplanirani pokolj i progon Hrvata tuzlanskog kraja. Razlog toj odluci bila su loša iskustva pripadnika Sarajevskog HVO-a i odnosa muslimanskih snaga prema susjednim hrvatskim enklavama Vareš i Žepče.
Sukobi su se primicali. Travnja 1993. sukobi izbijaju u Zenici i uskoro je 320 pripadnika zeničkog HVO-a odvedeno u muslimanske logore. Lipnja 1993. slijedi muslimanski napad na Žepče, gdje je HVO zaustavio izdajničke nasrtaje, ali ostao u srpskom i muslimanskom okruženju. Dana 6. studenog 1993. Postrojba za posebne namjene MUP-a i Vojna policija Prvoga korpusa Armije RBiH upala je u vojarnu sarajevskoga HVO-a, u prostorije Glavnoga stožera i u sjedište Vojne policije HVO-a, zarobila hrvatske vojnike i zatočila ih u bivšu vojarnu Viktor Bubanj koja je postala ratnim logorom. Sve je davalo opravdana prostora strahu da ih čeka ista ako ne i gora sudbina od stanovnika tih enklava. Odnosi s lokalnim muslimanima bili su dobri, te politička klima u kojoj žive Hrvati i strukture civilne vlasti na tuzlanskomu području nisu radikalno promijenili stajalište i odnos naspram hrvatskoga pučanstva tog prostora niti naspram 115. brigade. Ultimatum je postavila bošnjačka vrhuška iz Sarajeva o skidanju oznaka HVO i stavljanje oznaka Armije BiH. Političkom i vojnom vodstvu Hrvata Soli nije bio prihvatljiv iz više razloga. 115. brigada imala je 49 poginulih i stotinjak ranjenih i zarobljenih, sve u sukobu sa srpskim snagama.
Siječnja 1993. iz tuzlanskoga stožera Armije RBiH 115. brigada dobila je nalog pored vojničkoga znamenja HVO-a na odorama nositi i oznake Armije. Hrvati su odbili jer partneri u obrani nisu imali mjerodavnost zapovijedati. Lipnja 1993. pritisci su sve izravniji, unatoč bratimljenju 115. brigade Prvom tuzlanskom brigadom Armije 14. svibnja 1993. godine. Odanost vjernost Hrvatstvu i Herceg-Bosni izazvala je strahovit medijski odgovor muslimanske strane, sve više mjesnih tuzlanskih političara javno traži ukidanje HVO-a. Najesen su HVO naveliko nazivali agresorima, jednako kao i četnike, zatim ustašama i ratnim zločincima, premda je HVO pod svojim znakovljem zajedno s ABiH držao bojišnicu protiv bosanskih Srba. Kulminacija u Tuzli je bila kad se na području na kojem je bila i 115. brigada HVO, Drugi korpus Armije RBiH, izravno sudario s postrojbama HVO-a. Predsjedništvo RBiH Odlukom br. 1592/93. od 14. prosinca 1993. godine zatražilo je preimenovanje brigade i prelazak osoblja u sastav tri tuzlanske brigade Armije RBiH. 29. prosinca 1993. zapovjednik Armije RBiH i zapovjednik Drugoga armijskog korpusa zapovijedili su provođenje Odluke Predsjedništva. U tuzlanskoj brigadi HVO-a odlučili su ne prijeći u ABiH jer bi to značilo izdaju i dolazak u situaciju da po zapovijedi ABiH ratuju protiv HVO-a. Opcija sukoba s Muslimanima nije dolazila u obzir jer su muslimanske snage bile uvjerljivo brojčano nadmoćne, naspram sebe imali su 32 brigade Armije RBiH, pa su se odlučili raspustiti postrojbu i time spasiti desetke tisuća ljudi. 16. prosinca 1993. godine uputili su dopis naslova Vojno politička implikacija glede odluke Predsjedništva BiH o transformaciji brigada HVO u postrojbe Armije RBiH. pod djelovodnim brojem 224/12-424 upućen hrvatskomu predsjedniku dr. Franji Tuđmanu, predsjedniku HR HB mr. Mati Bobanu, predsjedniku HVO-a HR HB dr. Jadranku Prliću i generalu Anti Rosi u GS HVO-a, pitajući ih za savjet. Nije se moglo dugo čekati. HVO HZ Soli je vijećao sedam dana i odlučio da će u sukob s Armijom samo ako budu prvi napadnuti, jer pregrupiranje prema Muslimanima značilo je slabljenje položaja prema Srbima. 6. siječnja 1994. izvijestio je Jurić GS HVO-a o nakani raspuštanja Brigade. Oružje i opremu Zrinski su predali u druge hrvatske postrojbe, iz sela gdje je bojišnica bila prema Srbima. ABiH je to prešutno odobrilo, premda iznenađeno. Tad su odjednom pohvalili HVO, premda je do jučer sve bilo spremno za napad na Hrvate. Kraj svega je bilo kad je predsjedništvo HVO HZ Soli donijelo Odluku o raspuštanju 115. brigade Zrinski HVO-a prije stupanja na snagu odluke Predsjedništva RBiH koje je bilo u potpunosti bošnjačko. Odluka je donesena radi sprječavanja progona hrvatskoga civilnog pučanstva i vojske.
Usprkos početnoj nelagodi i kasnijim problemima, odluka o raspuštanju se pokazala dobra. Spriječili su da se na područje tuzlanske regije prenese hrvatsko-bošnjački sukob, odnosno borbe između Armije BiH i HVO-a, koji je tad buktio većim dijelom BiH pod kontrolom ovih dviju vojnih postrojbi. Tako su onemogućili svojevrsni egzodus Hrvata.
Nakon raspuštanja atmosfera je u početku bila idilična. Vojnici HVO bratimili su se s vojnicima Armije BiH. Povelju o bratimljenju 115. brigade HVO Zrinski i Prve tuzlanske brigade potpisali su Zvonko Jurić, zapovjednik 115. brigade i Jusuf Šećerbegović, zapovjednik tuzlanske brigade, u vojarni “Husinska buna”, u prisustvu brojnih tadašnjih političkih, vojnih i dužnosnika iz aktualne vlasti. To je bio jedinstven primjer u BiH bratimljenja vojnih jedinica raznih nacionalnosti. Na žalost poslije su aktualne vlasti ali i pojedinci iz štaba tadašnjeg Drugog korpusa, skoro uopće nisu pokušavali očuvati sjećanje na bratimljenje dvije tuzlanske brigade, Posljedica čestog izostanka struje bila je informativna izolacija, nije se čuo ni Radio HB niti bilo koja hrvatska postaja osim ponekad HTV, pa vojnici HVO nisu znali za zbivanja u srednjoj Bosni i Hercegovini. Tuzla je bila u poziciji da na rijetkim oglasnim mjestima čita rijetke primjerke Oslobođenja koje je uglavnom veličalo herojstva ABiH i pridruženih im snaga. Nažalost, dva mjeseca nakon bratimljenja situacija se promijenila na gore.
Oni koji su odlučili ostati u Tuzli prošli su najgore. Počela je organizirana policijska hajka na njene pripadnike, a radi nasilnog mobiliziranja Hrvata u postrojbe Drugog korpusa Armije BiH. Treća sudbina bila je zarobljavanje i odvođenje u zloglasne muslimanske ratne logore. Podosta razvojačenih pripadnika otišao je na područje Brčkog i Gradačca te se tamo uključuje u postrojbe HVO-a, u 108. HVO brigadu Ravne-Brčko i 107. HVO brigadu Gradačac, braneći ondje BiH.
Dio je mobiliziran u postrojbe ABIH. Par desetina riskiralo je i pokušalo prijeći preko crte bojišta na Majevici i Ozrenu na srpsku stranu u nadi da će se nekako domoći slobode. Većina je zarobljena i kasnije razmijenjena. Nakon par dana većina njih završila je u postrojbama HVO-a Žepče, Srednje Bosne i Hercegovine kamo su ih sprovele srpske snage.
Nekolicina nesretnika završilo je u VRS. Ukupno gledano, pripadnici 115. brigade dali su neizmjerni doprinos obrani Bosne i Hercegovine. Nažalost i s 24 godine odmaka zaključak je da je odnos prema hrvatskim braniteljima tuzlanskoga kraja iznimno loš.
Iz bojne Živinički sokolovi najznačajniji doprinos dali su u Gradačcu i Brčkom, gdje je najviše boraca stradalo. Brčaci poštuju doprinos živiničkih boraca i obilježavaju s njima obljetnicu, no nažalost u Gradačcu nešto drugačiji odnos prema Živiničkim sokolovima.

## Vanjske poveznice
- Facebook 115. brigada Zrinski Živinički sokolovi
- Tuzlarije Podsjećanje: 20 godina od formiranja 115. HVO brigade Zrinski, 10. svibnja 2012.
- 115. HVO brigada "Zrinski"
- Izviješće Zvonka Jurića
- YouTube Himna brigade